# Esslinger Pfarrkirche

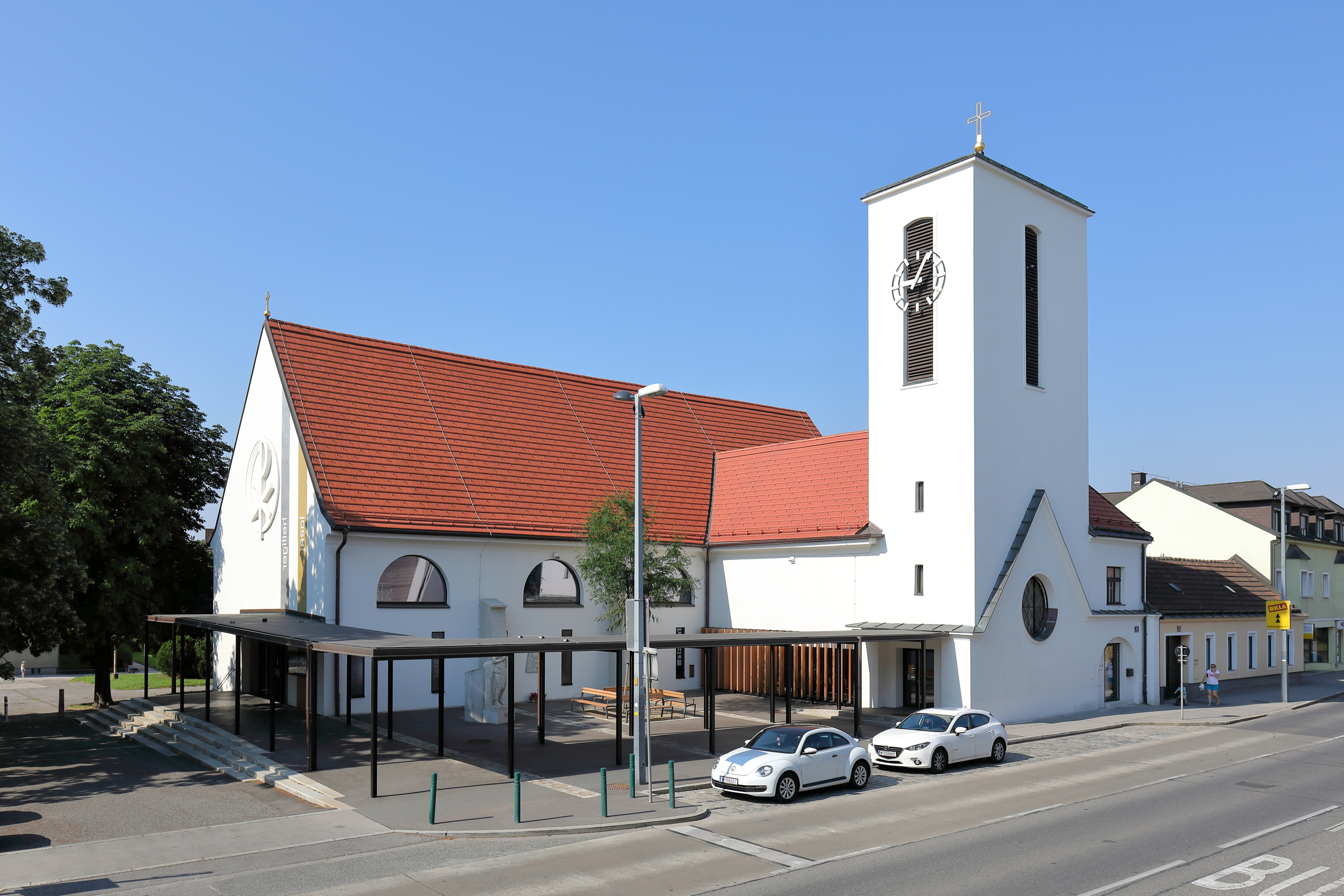
Pfarrkirche hl. Josef in Essling
mit Pergola nach dem Umbau

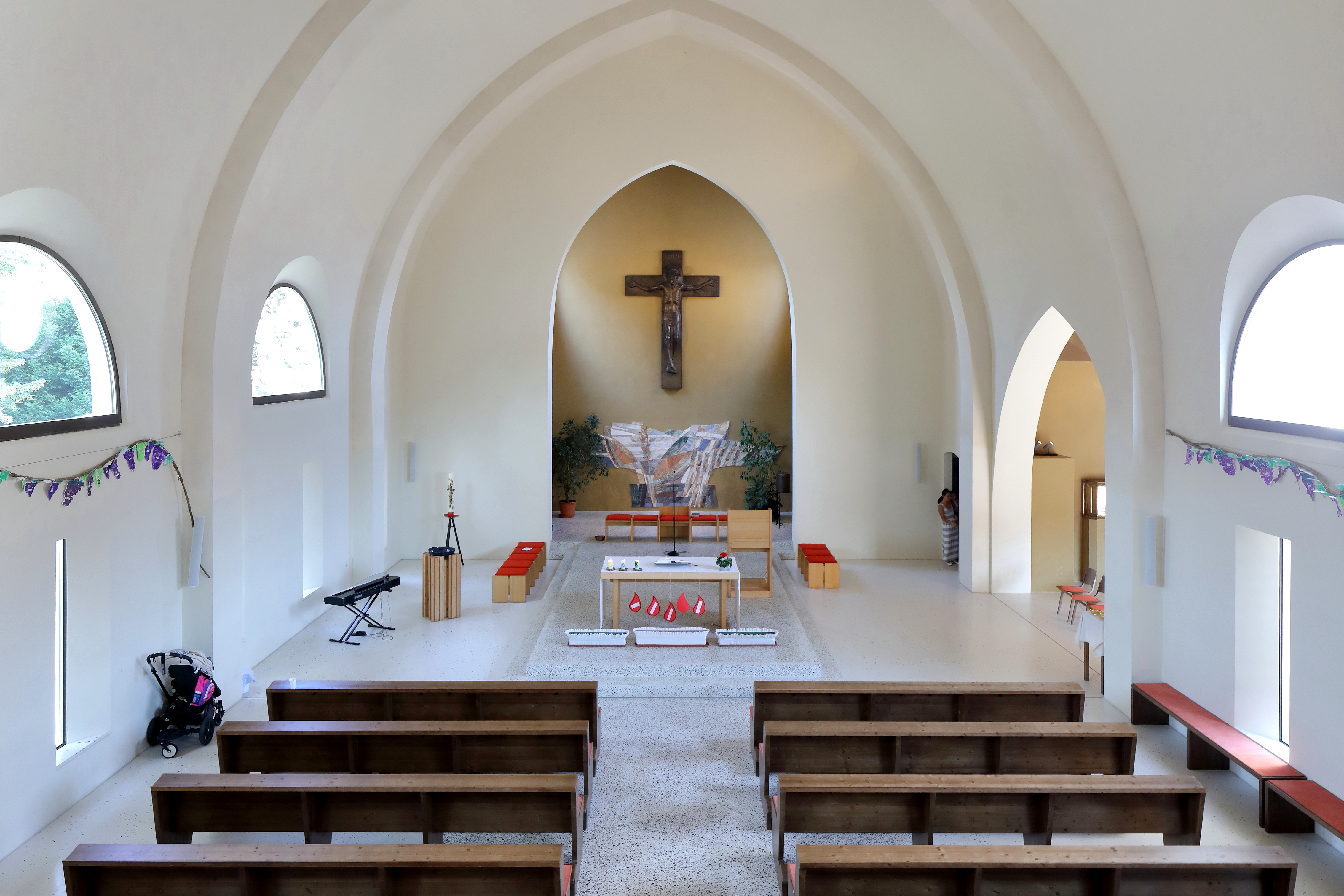
Aktuelle Innenansicht der Kirche (nach dem Umbau 2015/2016)

Die Esslinger Pfarrkirche steht im Ortszentrum von Essling, ein Wiener Stadtteil im 22. Gemeindebezirk Donaustadt. Die auf den Heiligen Josef von Nazaret geweihte römisch-katholische Pfarrkirche gehört zum Stadtdekanat 22 im Vikariat Wien Stadt der Erzdiözese Wien. Die Kirche steht unter Denkmalschutz (Listeneintrag).

## Geschichte
1939 wurde Essling zu einer Expositur der Pfarre Groß-Enzersdorf erhoben und mit 1. Jänner 1946 eine eigenständige Pfarre.

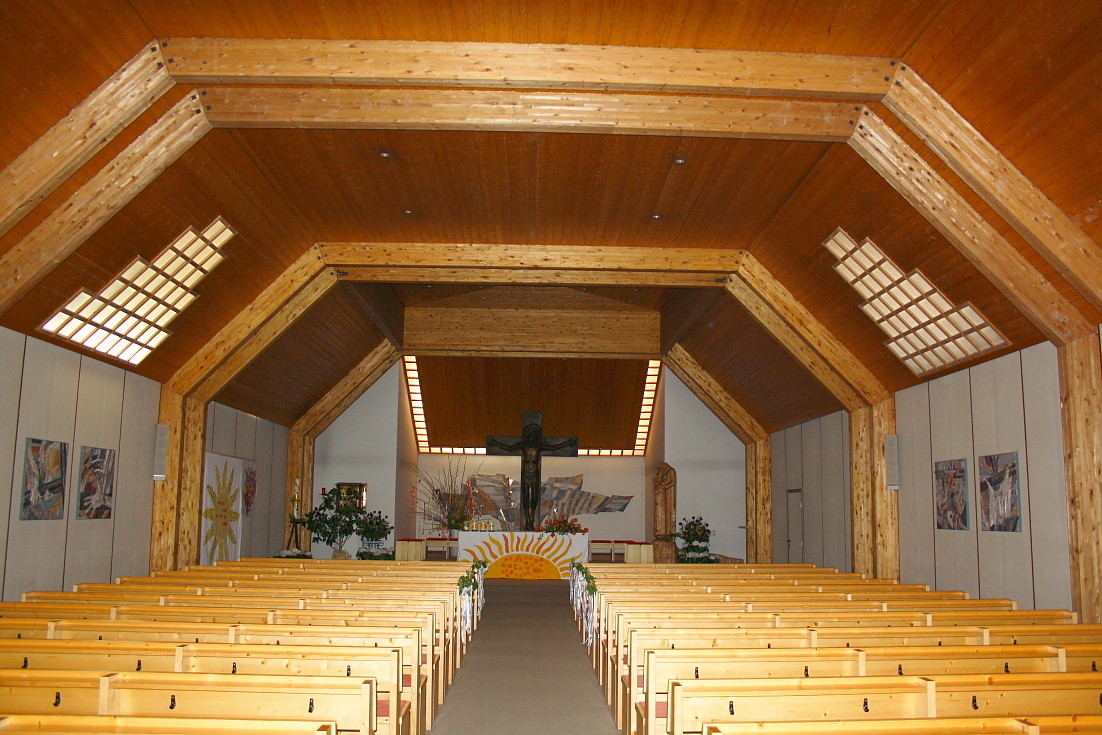
Ehemalige Innenansicht der Kirche (nach dem Umbau 1987)

Reste der Vorgängerkirche, 1828 bis 1831 erbaut, sind im Bereich der Sakristei erhalten. 1937 wurde nach den Plänen des Architekten Heinrich Vana eine neue Kirche errichtet. 1982 wurde die Kirche außen restauriert. 1987 wurde das Kircheninnere durch den Wiener Architekten Heinz Dieter Kajaba neu gestaltet. Die Orgel wurde im Jahre 1990 restauriert und neu aufgestellt. Die Kirche wurde 2015/2016 nach den Plänen des Architekten Pointner & Pointner erweitert und renoviert und am 9. September 2016 durch Bischofsvikar Dariusz Schutzki neu geweiht.

## Architektur
Die Kirche ist ein schlichter Saalbau mit einer Giebelfront und einem seitlichen Kirchturm im Norden.

## Ausstattung
Das Kruzifix ist eine Bronzetreibarbeit von Angela Stadtherr aus dem Jahre 1938. Die Mosaiken an der Altarwand und des Kreuzweges sind von Benedict Schmitz aus dem Jahre 1990. Rechts des Haupteinganges steht eine hölzernen Statue der Heiligen Familie.